# Șadrinsk
Șadrinsk (ru. Шадринск) este un oraș din regiunea Kurgan, Federația Rusă, cu o populație de 80.865 locuitori.
1. ↑  Q26919685, accesat în 27 octombrie 2016